# Раян Ммає
Раян Ммає (фр. Ryan Mmaee, нар. 1 листопада 1997, Герардсберген) — бельгійський і марокканський футболіст, нападник англійського клубу «Сток Сіті» і національної збірної Марокко.

## Клубна кар'єра
Народився 1 листопада 1997 року в бельгійському Герардсбергені у родині камерунця і марокканки. Вихованець футбольної школи клубу «Стандард» (Льєж). Дорослу футбольну кар'єру розпочав 2015 року в основній команді того ж клубу, в якій провів два сезони, взявши участь у 12 матчах чемпіонату. 
Згодом з 2017 по 2019 рік грав на умовах оренди у складі «Васланд-Беверена» та данського «Орхуса».
2019 року перейшов до кіпрського клубу АЕЛ, за який відіграв два роки. Більшість часу, проведеного у складі АЕЛа, був основним гравцем атакувальної ланки команди і одним з її головних бомбардирів команди, маючи середню результативність на рівні 0,38 гола за гру першості.
1 липня 2021 року за 750 тисяч євро приєднався до лідера угорського чемпіонату, «Ференцвароша», де вже виступав його старший брат Самі.
Після двох переможних сезонів в Угорщині, в липні 2023 року перейшов до англійського клубу «Сток Сіті».

## Виступи за збірні
2015 року дебютував у складі юнацької збірної Бельгії (U-19), загалом на юнацькому рівні взяв участь у 7 іграх, відзначившись одним забитим голом.
2017 року провів одну гру за молодіжну збірну Бельгії.
Проте ще 2016 року дебютував в офіційних матчах у складі національної збірної Марокко, батьківщини своєї матері.

## Особисте життя
Має старшого на один рік брата Самі, з яким починав грати у «Стандарді», виступав за юнацькі та молодіжну збірні Бельгії і згодом возз'єднався у збірній Марокко та «Ференцвароші».

## Титули і досягнення
- Володар Кубка Бельгії (1):

«Стандард» (Льєж): 2015-16
- Чемпіон Угорщини (2):

«Ференцварош»: 2021-22, 2022-23
- Володар Кубка Угорщини (1):

«Ференцварош»: 2021-22
| Дата       | Місто      | Господарі    | Результат  | Гості        | Турнір                                      | Голи | Примітки |
| ---------- | ---------- | ------------ | ---------- | ------------ | ------------------------------------------- | ---- | -------- |
| 31-8-2016  | Скутарі    | Албанія      | 0 – 0      | Марокко      | товариський матч                            | -    | 78'      |
| 2-9-2021   | Рабат      | Марокко      | 2 – 0      | Судан        | Відбір до ЧС 2022                           | -    | 70'      |
| 6-10-2021  | Рабат      | Марокко      | 5 – 0      | Гвінея-Бісау | Відбір до ЧС 2022                           | -    | 83'      |
| 9-10-2021  | Касабланка | Гвінея-Бісау | 0 – 3      | Марокко      | Відбір до ЧС 2022                           | -    | 60'      |
| 12-10-2021 | Рабат      | Гвінея       | 1 – 4      | Марокко      | Відбір до ЧС 2022                           | -    | 86'      |
| 12-11-2021 | Рабат      | Судан        | 0 – 3      | Марокко      | Відбір до ЧС 2022                           | 2    | 71'      |
| 16-11-2021 | Касабланка | Марокко      | 3 – 0      | Гвінея       | Відбір до ЧС 2022                           | 2    | 80'      |
| 25-1-2022  | Яунде      | Марокко      | 2 – 1      | Малаві       | Кубок африканських націй 2021 - 1/8 фіналу  | -    | 53'      |
| 30-1-2022  | Яунде      | Єгипет       | 2 – 1 д.ч. | Марокко      | Кубок африканських націй 2021 - чвертьфінал | -    | 86'      |
| Усього     |            | Матчів       | 9          |              | Голів                                       | 4    |          |